# Бажон, Антони
Антони Бажон (фр. Anthony Bajon) — французский актёр.

## Биография
Антони Бажон начал свою актёрскую карьеру в возрасте 12 лет на сцене театра. С того времени он регулярно выступает в различных театрах Франции.
В 2015 году Бажон дебютировал в фильме Леи Фенер «Людоеды», после чего сыграл роли второго плана в фильмах «Мэрилин» Гийома Гальена, «Роден» Жака Дуайона и «Наши сумасшедшие годы» Андре Тешине. Всего в 2014-2017 годах актёр снялся в более чем 20 телевизионных и кинофильмах.
В 2018 году Антони Бажон сыграл главную роль 22-летнего наркозависимого юноши Тома в фильме Седрика Кана «Молитва». За эту роль он получил «Серебряного медведя» 68-го Берлинского международного кинофестиваля как лучший актёр, став 7-м французским актёром за всю историю фестиваля, который был отмечен этой наградой.